# Solrød Sogn

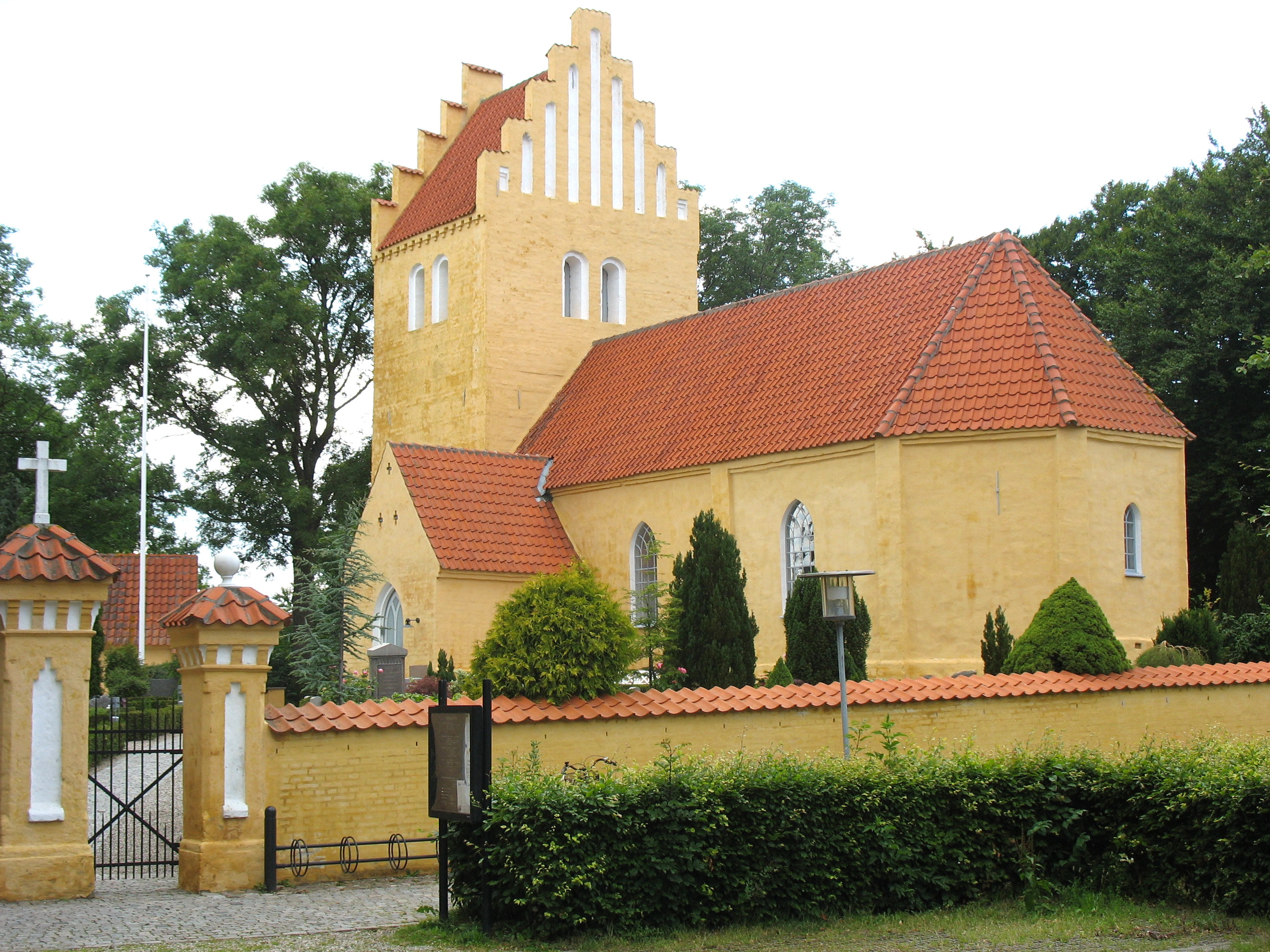
Solrød Kirke

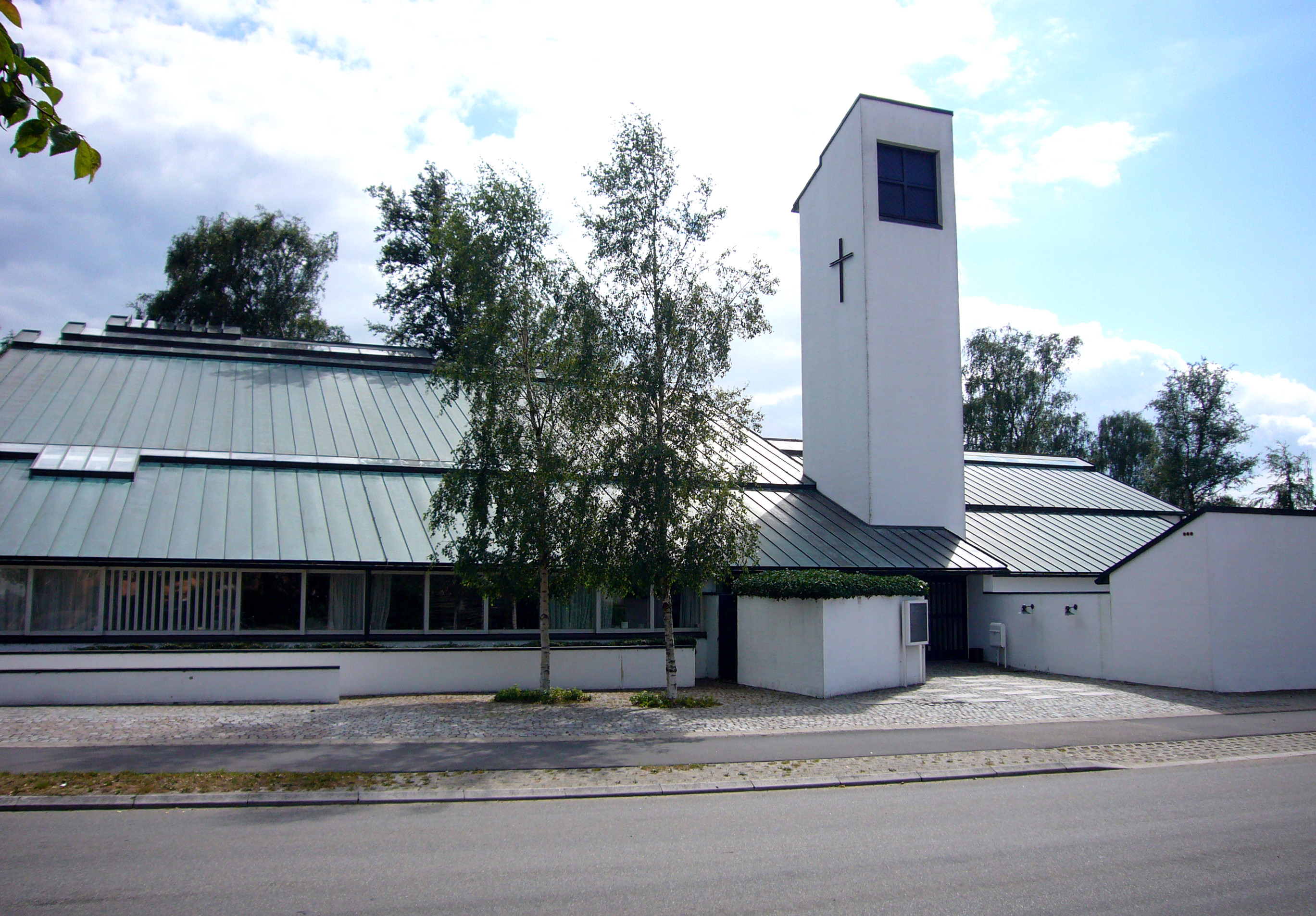
Solrød Strandkirke

Solrød Sogn ist eine Kirchspielsgemeinde (dän.: Sogn) in der Gemeinde Solrød im Vorortbereich der dänischen Hauptstadt Kopenhagen. Bis 1970 gehörte sie zur Harde Tune Herred im damaligen Roskilde Amt. Mit der Auflösung der Hardenstruktur wurde das Kirchspiel in die Kommune Solrød aufgenommen, diese blieb mit der Kommunalreform zum 1. Januar 2007 unverändert, gehört aber seitdem zur Region Sjælland.
Am 1. Januar 2023 lebten 9163 Einwohner im Kirchspiel. Auf dem Gebiet des Kirchspiels liegen die „Solrød Kirke“ und die „Solrød Strandkirke“.
Nachbargemeinden sind im Norden Karlstrup, im Süden Jersie und Westen Havdrup.